# آسامی شیمودا
آسامی شیمودا (انگلیسی: Asami Shimoda; January 30 – ) صداپیشه، بازیگر، و خواننده اهل ژاپن بود. وی از سال ۲۰۰۸ میلادی تاکنون مشغول فعالیت بوده‌است.